# Česká tajenka
Česká tajenka je česká televizní soutěž, premiérově vysílaná v letech 2013–2019 na TV Barrandov.

## O pořadu
Původně byl moderátorem pořadu Aleš Cibulka. Toho v roce 2016 vystřídal Vlasta Korec.

### Princip soutěže
Soutěž je rozdělena do čtyř základních kol, finále, směnárny a tzv. hry o jackpot. Na začátku první části pořadu jsou krátce představeni dva soutěžící. Poté v jednom kole, které je rozděleno do dvou částí, hádají celkem 4 tajenky. Soutěžící, který získává více bodů, postupuje do finále. Druhá část je shodná s první.
Ve finále se setkají dva výherci předchozích kol. Opět hádají čtyři tajenky a vítězem je znovu soutěžící, který má na konci hry více bodů.
Tento soutěžící jde do směnárny, kde je za cíl uhodnout co nejvíce z deseti popisovaných slov.
Poté následuje část nazvaná „hra o jackpot“, kdy soutěžící musí říct jedno z čísel mezi 1 a 5. Pod každým číslem je skryta jiná odměna. Mezi odměny patří:
- bankrot (soutěžící si neodnáší žádné peníze)
- - 50 % z původní výhry
- původní výhra
- + 50 % z původní výhry
- jackpot (jeho hodnota se zvyšuje, pokud někdo zbankrotuje)

Každé základní kolo má časový limit čtyři minuty. Časový limit směnárny je 100 vteřin (dříve byl 90 vteřin).

## Cibulkova zábavná tajenka
V letech 2015–2016 odvysílala TV Barrandov několik speciálních dílů České tajenky pod názvem Cibulkova zábavná tajenka. V pořadu účinkovaly jako soutěžící známé osobnosti, často manželské páry či partneři. Moderátorem byl Aleš Cibulka. Vyhraná částka šla většinou na charitu.